# Joseph Gantner
Joseph Gantner (Baden, Cantón de Argovia, Suiza, 11 de septiembre de 1896 – Basilea, Suiza, 7 de abril de 1988) fue un historiador del arte suizo.

## Biografía
Su padre Alfred Gantner fue director de Brown Boveri y su esposa Marie (née Wächter) una comadrona. En 1932 Joseph Gantner se casó con Maria Hanna Dreyfus.
Los estudios de Gantner le llevaron a las universidades de Zúrich, Basilea, Ginebra y finalmente a Múnich, donde se doctoró en 1920 bajo Heinrich Wölfflin (1864-1945). También pasó un semestre en Roma con Adolfo Venturi. Su Habilitationsschrift se completó en 1926. De 1922 o 1923 a 1927 fue editor de la revista Das Werk y más tarde también de Das neue Frankfurt. Desde 1927 hasta 1932 enseñó en la Kunstschule en Fráncfort del Meno.
Regresó a Suiza en 1933 cuando la amenaza nazi comenzó a aumentar. De 1926 a 1928 y de nuevo desde 1933 a 1938 trabajó en un segundo doctorado en la Universidad de Zúrich. En 1938, a la edad de 42 años, fue nombrado profesor de historia del arte en la Universidad de Basilea, donde permaneció hasta su jubilación en 1967. En 1954 fue nombrado Rector de la Universidad y ese mismo año se convirtió en miembro de la Comisión del Museo de Arte de Basilea. Fundó el Basler Beiträge zur Kunstgeschichte en 1943 y editó el Zeitschrift für Ästhetik und allgemeine Kunstwissenschaft de 1952 junto con Heinrich Lützler.
Su retrato fue pintado por Augusto Giacometti, un primo segundo de Alberto Giacometti, y ahora está en posesión de su hija Vera.[cita requerida]